# オラ・ブリンヒルセン
オラ・ブリンヒルセン（Ola Brynhildsen、1999年4月27日 - ）は、ノルウェー・バールム出身のプロサッカー選手。FCミッティラン所属。ポジションはフォワード。

## クラブ経歴
2014年から所属していたスターベクIFの下部組織を経て、2017年5月31日、ノトデンFK戦にてトップチームデビューを飾ると、同年10月22日、トロムソILとの対戦でエリテセリエンでの初出場を記録した。
2020年5月4日、モルデFKに2年半契約で加入し、同年7月1日まで残っていたスターベクとの契約は5月20日に解消された。

## 代表経歴
ノルウェーの各世代別代表を経て、2022年11月17日、アイルランド共和国代表との親善試合でノルウェー代表での初キャップを刻んだ。

## 人物
父親はノルウェー大手ラジオ局P4ラジオ・ヘレ・ノルゲの代表であるルネ・ブリンヒルセン。